# Domenico Abatemarco

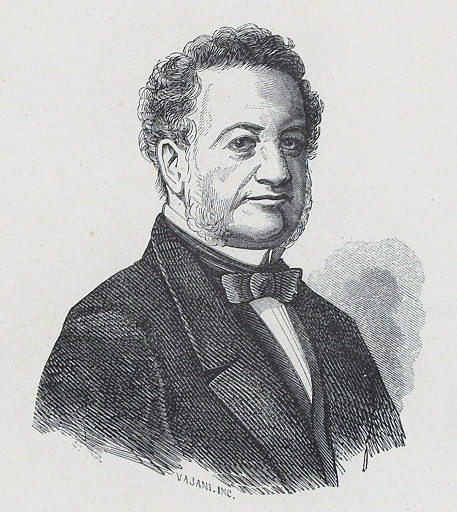
Domenico Abatemarco

Domenico Abatemarco (Lagonegro, 1796 - Nápoles, 29 de abril de 1872) fue un magistrado, político y patriota italiano. 

## Biografía
Abogado de Nápoles, participó en la fallida revolución de 1821. Los dos hermanos se refugiaron en Malta y eran amigos del poeta Gabriel Rossetti. En 1822 asilo en Francia y esperaron en vano para poder regresar a Nápoles, lugar donde la amnistía concedida el 18 de diciembre de 1830 por Ferdinand II de Borbón Ellos fueron  excluidos. 
En 1831 se establecieron en Florencia, teniendo contactos con los Carbonari toscana: el corto plazo 'ilustrado' Leopoldo II vio Domenico Asesor de Casación y el Gran iguales. Después de la experiencia revolucionaria y el regreso de Leopold, que disolvió las Cámaras y abrogò la Constitución, Abatemarco fue capaz de permanecer en Florencia, pero fue retirado de la judicatura. 
Con la unidad llegó a Italia, Abatemarco regresó a Nápoles por el Tribunal de Casación y candidato en el Colegio de Sala Consilina, siendo elegido diputado en las elecciones de 1861.
REFERENCIAS
Traducido de la Wikipedia en italiano
Bibliografía  
P. Villani, Domenico Abatemarco, in «Dizionario Biografico degli Italiani», Roma 1960 
- Datos: Q3034713
- Multimedia: Domenico Abatemarco / Q3034713